# Большой Аджалык
Большой Аджалык (укр. Великий Аджалик) — река, впадающая в Большой Аджалыкский лиман, расположенная на территории Ивановском и Лиманского районов (Одесская область, Украина).

## География
Длина — 26 км. Площадь бассейна — 157 км². Русло реки (отметки уреза воды) в нижнем течении (пруд северо-западнее села Иваново) находится на высоте 7,1 м над уровнем моря. Долина шириной до 2 км, глубиной до 50 м; изредка изрезана ярами и промоинами. Русло местами шириной до 2 м, на протяжении почти всей длины пересыхает, в верховье практически отсутствует. На реке созданы пруды. Северная часть лимана при впадении реки занята солончаками.
Используется для с/х нужд. 
Берет начало восточнее пгт Буялык. Река течёт на юго-восток. Впадает в Большой Аджалыкский лиман южнее села Иваново. 
Притоки: (от истока к устью) безымянные балки
Населённые пункты (от истока к устью):
1. Якова
2. Старые Шомполы
3. Великие Ламзаки
4. Благодатное
5. Иваново[1]